# Плотников, Алексей Николаевич
Алексей Николаевич Пло́тников, известный под псевдонимами Lex Plotnikoff, Lex-o-Lantern, Alexis Chrome, Stelannix, (14 июня 1977, Москва — 26 июня 2022) — российский композитор и рок-музыкант (гитарист и клавишник), лидер группы Mechanical Poet и ряда других проектов (Hattifatteners, Mistland Prattlers, Luna Damien, Barrel Wight и др.), а также художник и автор музыки к видеоиграм. Был эндорсером компании Schecter в России.

## Биография
Алексей Плотников родился 14 июня 1977 года в Москве. Учился в школе № 793 в ЮЗАО г. Москвы. В школьном возрасте переехал с родителями в город Аджаокута в Нигерии, где продолжил обучение в школе № 2 при консульстве СССР. Проживая за границей тесно соприкоснулся с западной музыкой и культурой, что повлияло на формирование музыкальных пристрастий и композиторского почерка.
Первой музыкальной группой Алексея стала щербинская группа «Паника» работавшая в стиле thrash metal. После расставания с ней он присоединился к московской альтернативной группе Citi, которая вела концертную деятельность, выступая по клубам. Группа Citi распалась в 2002 году.

### Mechanical Poet
В 2002 году совместно с ударником, композитором и аранжировщиком Артёмом «Томом» Токмаковым создал группу Mechanical Poet, в творчестве которой музыканты воплотили желание совместить симфонические оркестровые аранжировки с тяжёлыми гитарными риффами. С 2007 года «Mechanical Poet» стал полноценной концертной группой, а в музыке Алексея появляется уклон в альтернативный рок.
В конце 2009 года Плотников и экс-вокалист группы Mechanical Poet Джерри Ленин, записавший с группой альбомы Creepy Tales for Freaky Children и Who Did It To Michelle Waters?, обозначенные самим Лексом как серия «Городских Легенд», записывают альбом Luna Damien: Muddlewood, в котором Алексей выступает в роли композитора, аранжировщика, гитариста и автора текстов. Этот альбом профинансировал неизвестный поклонник. Альбом стал доступен публике в конце лета 2011 года.

### Музыкальные проекты после распада группы
В 2007 году Плотников записывал звуковые дорожки к проекту «Головорезы. Корсары XIX века» («Akella»).
В 2011-м Лекс записал альбом проекта Hattifatteners: Stories from the Clay Shore в жанре нью-эйдж, саундтрек к книгам Туве Янсон о муми-троллях, сопровождавшийся фотографиями скульптур его близкой подруги Таисии Разумовской. Из-за проблем с авторскими правами альбом был изъят из продажи. Позже он был перевыпущен с новой концепцией под названием Mistland Prattlers, как часть собственной вселенной Плотникова и Разумовской. По этой вселенной также разрабатывалась игра Knite & The Ghost Lights, над которой совместно работали Плотников, Разумовская и американская студия Mobot. Но из-за организационных разногласий разработка игры прекратилась.
Летом 2016 года Лекс объявил о работе над дебютным альбомом индустриального проекта Last Fighter. Осенью в сети появилось видео на песню Morlock. 27 февраля 2017 года вышел дебютный альбом Neon Children.

### Художественные и другие занятия
Под псевдонимом Lee Nicholson нарисовал логотип российской power-metal группы «Эпидемия» и обложки к двум альбомам данного коллектива — «Жизнь в Сумерках» и «Эльфийская Рукопись».
В конце 2011 года Плотников сконцентрировался на карьере художника. Он оформитель всех альбомов группы Mechanical Poet, альбома «Зелёный Альбом» и сингла «Когда-нибудь» группы Чёрный Обелиск, альбомов «Театр Военных Действий, Акт 2», «Твой идеальный мир» и «Мёртвые сны» группы Фактор Страха, сольного альбома гитариста Олега Изотова «Vector», сольного альбома Константина Селезнёва «Notes» и второго альбома проекта «Margenta» — «Династия Посвящённых 2: Дети Савонаролы», логотипов групп Starsoup и Distant Sun. В составе проекта Hermetic Art занимался разработкой сайтов (от дизайна до полной реализации, включая программирование), оформлением книг, дисков и футболок.
В начале 2011 года была завершена работа над книгой «Формула самой крутой песни на свете», в которой Плотников собрал наиболее ценное из своего опыта.
Помимо этого занимался созданием компьютерных игр, выступив в роли гейм-дизайнера, аниматора и композитора игры Demon’s Revenge, выпущенной в октябре 2012 года. Плотников — автор звуковых дорожек к играм «Красный Космос» (Dreamlore/Akella) и «Головорезы: Корсары XIX века» (TM Studios/Akella).

### Болезнь и смерть
В начале 2017 года было объявлено о начале работы над новым альбомом Mechanical Poet под названием The Midnight Carol That an Imp Has Sought. Но в ноябре 2017 года у Плотникова случился инсульт, из-за которого работа над альбомом была прекращена. По рассказам его возлюбленной Таи Разумовской, инсульт был тяжелейшим, Плотников частично потерял голос, с трудом выжил и долго реабилитировался; у него была обнаружена аневризма, что потребовало операции.
В 2020 году Плотников сообщил, что из-за сохранившихся проблем со здоровьем в ближайшие годы нового альбома Mechanical Poet ждать не приходится, и он планирует заняться музыкой в других, менее физически требовательных жанрах С тех пор каждый проект Плотникова выходил под отдельным названием и в новом жанре. Так, в 2020 году он выпустил на Bandcamp альбом Barrel Wight — инструментальную атмосферную музыку в жанре dungeon synth. В 2020 и 2021 годы выпустил ряд записей в жанре синтвейв под псевдонимами Alexis Chrome и Stelannix. По данным официального сообщества в VK значительная часть его творческой деятельности приходилась на музыкальное оформление фильмов и компьютерных игр.
26 июня 2022 года Плотников умер от повторного инсульта в возрасте 45 лет.

## Дискография

### Mechanical Poet
- 2003 — Handmade Essence
- 2004 — Woodland Prattlers
- 2007 — Creepy Tales for Freaky Children
- 2007 — Who Did It To Michelle Waters?
- 2008 — Eidoline: The Arrakeen Code
- 2009 — Ghouls

### Last Fighter
Сайд-проект в жанре электроник-рок
- 2014 — ✚ Cure (Single)
- 2017 — ✦ You Are (Single)
- 2017 — ★ Neon Children

### Другие сольные проекты
- 2010 — Hattifatteners — Stories from the Clay Shore (концептуальный альбом в жанре нью-эйдж, основанный на книгах о муми-троллях. Изъят из продажи из-за проблем с авторскими правами).
- 2011 — Luna Damien — Muddlewood (мелодичный метал)
- 2015 — Lex-o-Lantern — Music of Mistland, Luceria, and the Ocean of Sunset[17] (переиздание Hattifatteners с новой, оригинальной концепцией и дополнительными треками)
- 2020 — Barrel Wight (в жанре dungeon synth)
- 2021 — Alexis Chrome — Aerochrome I (в жанре синтвейв)
- 2021 — Alexis Chrome — Chimerica

### Участие в проектах других музыкантов
- 2004 — Эпидемия — Эльфийская Рукопись[8](оформление обложки)
- 2005 — Эпидемия — Жизнь в Сумерках[8](оформление обложки)
- 2005 — Hatecraft Lost Consolation [18]
- 2006 — Umbral Presence Caelethi I
- 2006 — Чёрный Обелиск — Зелёный альбом[19]
- 2007 — Чёрный Обелиск — Когда-нибудь[20]
- 2009 — My Universe Infinite Spaces[21](соло-гитара в композиции Secrets Of The Past)
- 2013 — Starsoup — Bazaar of Wonders (музыка к композиции Past Bites)
- 2017 — Starsoup — Castles of Sand (музыка к композиции Escapist)
- 2022 — Starsoup — Gear-Flavoured Stew (tribute-альбом Mechanical Poet)

### Саундтреки к играм
- 2007 — Red Cosmos[22]
- 2007 — Головорезы: Корсары XIX века[23]
- 2012 — Demon’s Revenge
- 2014 — Knite and the Ghost Lights